# Rapid Dragon
Rapid Dragon es un módulo de armas paletizado y desechable de origen estadounidense que se lanza desde el aire para desplegar municiones voladoras, normalmente misiles de crucero, desde aviones de carga no modificados. Desarrolladas por la Fuerza Aérea de los Estados Unidos y Lockheed Martin, las paletas de lanzamiento desde el aire, denominadas "cajas de despliegue", constituyen un método de bajo coste que permite reutilizar temporalmente aviones de carga no modificados, como los C-130 o C-17, como bombarderos a distancia capaces de lanzar en masa cualquier variante de misiles de crucero AGM-158 JASSM de largo o corto alcance contra objetivos terrestres o navales.
El tamaño de las cajas de despliegue es configurable y varía de 4 a 45 misiles de crucero AGM-158B JASSM-ER (alcance extendido), que pueden atacar objetivos en un rango de 570 a 1200 millas (925 a 1900 km). Una gran cantidad de JASSM-XR (rango extremo) estarán disponibles en 2024.
El sistema se ha utilizado con éxito con aviones de carga C-130 y C-17 para atacar objetivos terrestres y marítimos con JASSM-ER armados y en versión de prueba.
El desarrollo futuro generalizará el sistema más allá de la familia de misiles AGM-158 para incluir bombas JDAM, minas marinas, drones y otros sistemas de misiles, además de integrar el sistema de lanzamiento para su uso en otros aviones de carga y no carga de apoyo.
La versión actual utiliza aviones de carga no modificados, mientras que el despliegue de misiles no requiere habilidades adicionales de la tripulación más allá de las necesarias para el lanzamiento de suministros o vehículos desde el aire. El sistema puede considerarse como un compartimiento de bombas inteligente y desechable en una caja que incluye una interfaz que permite que la información de objetivos recopilada de las unidades aliadas en el área se transmita a las municiones desde un centro de control de incendios distante.

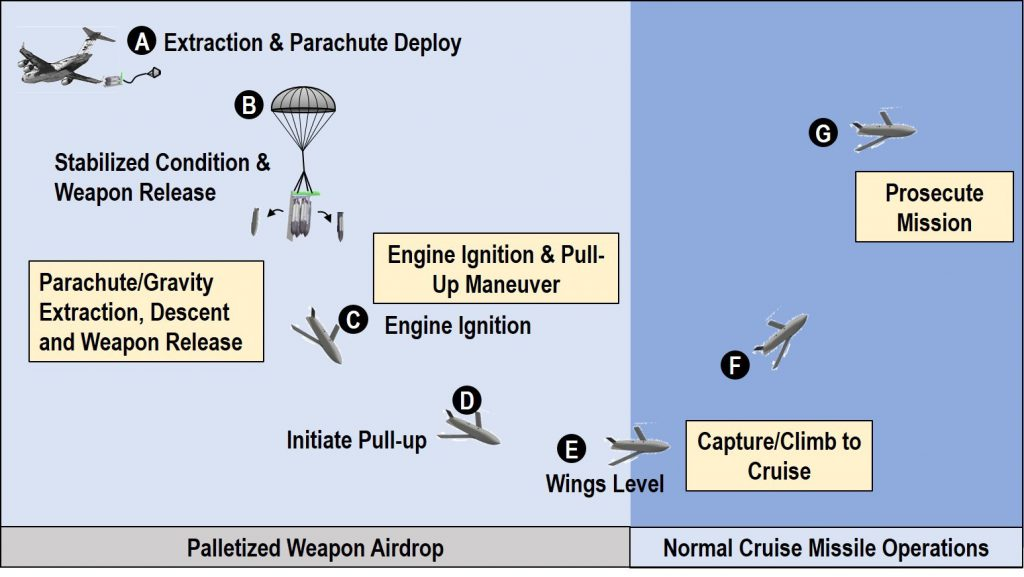
Etapas de la misión Rapid Dragon (en inglés)
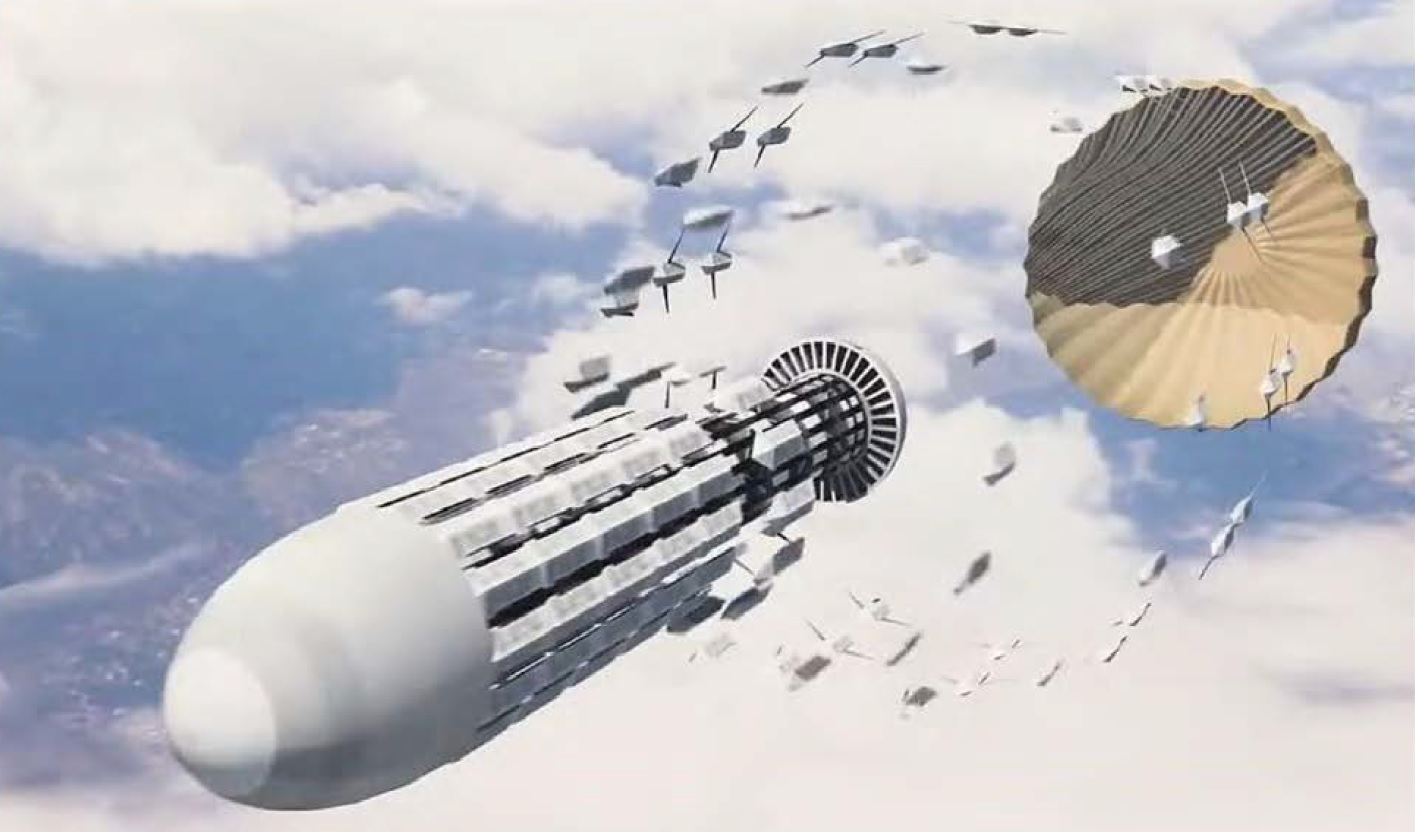
Lanzamiento masivo de un enjambre de señuelos en miniatura para acompañar un lanzamiento aéreo de Rapid Dragon. (Ilustración del concepto del Laboratorio de Investigación de la Fuerza Aérea)